# Lonchodes brevipes
Lonchodes brevipes är en insektsart som beskrevs av Gray, G.R. 1835. Lonchodes brevipes ingår i släktet Lonchodes och familjen Phasmatidae. Inga underarter finns listade i Catalogue of Life.